# Stonožky

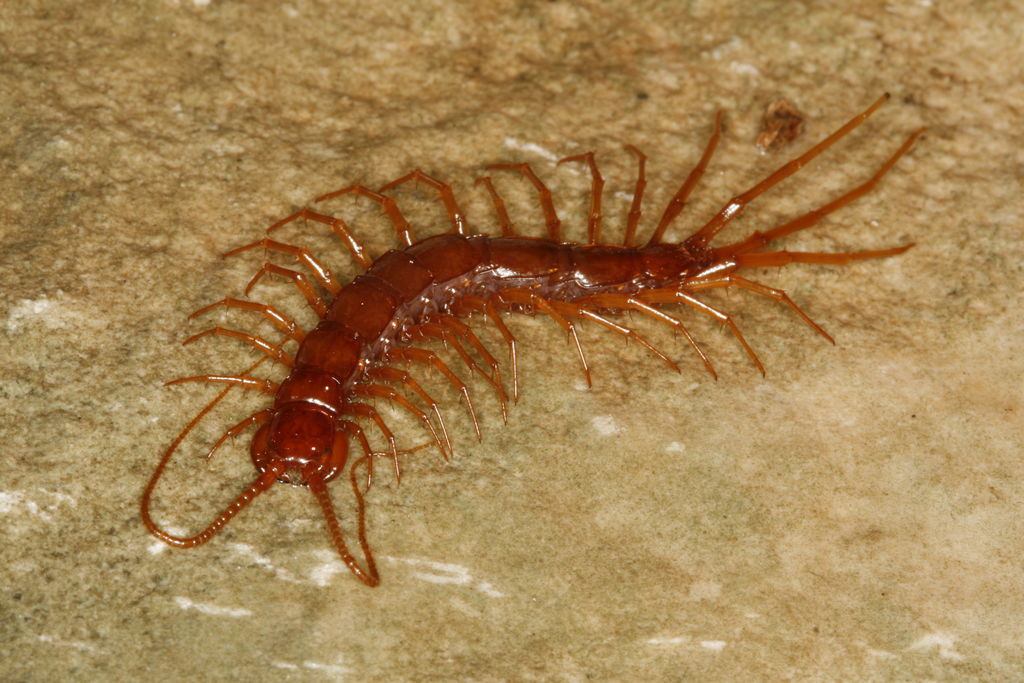
Stonožka Eupolybothrus cavernicolus

Stonožky (Chilopoda) jsou třídou stonožkovců. Přes své jméno nemají stonožky obvykle sto nohou, většinou jich mají méně. Mají zploštělé tělo.
Stonožky mají na rozdíl od mnohonožek své protáhlé tělo shora zploštělé. Na hlavě mají jeden pár tenkých nitkovitých tykadel. Každý jejich tělní článek nese pouze jeden pár nohou, přičemž první pár je přeměněn v kusadlové nožky s jedovou žlázou. Stonožky jimi omračují kořist, protože jsou dravé. Počet párů kráčivých noh přitom může být 15 až 191. Stonožky v České republice dorůstají nejvýše 6 cm. Nejznámější stonožkou je stonožka škvorová (Lithobius forficatus) žije pod kůrou, pod kameny a ve spadaném listí.
Některé stonožky mohou dorůstat délky více než 20 centimetrů a dokonce dokáží zabít i malé obratlovce, jako například myš nebo ještěrku.